# Fată-pisică

Wikipe-tan (o personificare a Wikipedia), desenată ca o fată-pisică.

O fată-pisică (猫娘 nekomusume?), uneori numită fată-neko sau pur și simplu neko, este un personaj feminin tânăr cu trăsături feline, cum ar fi urechi de pisică (猫耳 nekomimi?), o coadă de pisică sau alte caracteristici feline pe un corp altminteri uman. Nu sunt indivizi care sunt literal pisici, ci persoane care arată doar superficial ca feline. Fetele-pisici se regăsesc în diferite genuri de ficțiune, în special în anime și manga. Băiat-pisică este termenul pentru echivalentul masculin al acestui tip de personaj.

## Istoric
Prima mențiune a termenului nekomusume provine dintr-un misemono din secolul al XVIII-lea, în care era prezentat un hibrid femeie-pisică. În perioada Edo, poveștile despre prostituate bakeneko, care se metamorfozau, erau populare. Popularitatea conceptului de nekomusume a continuat de-a lungul perioadelor Edo și Shōwa, cu numeroase povestiri despre hibrizi fete-pisică în lucrări precum Ehon Sayoshigure (絵本小夜時雨?) și Ansei zakki (安政雑記?).
În opera lui Kenji Miyazawa din 1924, Suisenzuki no Yokka (水仙月の四日? literal „A patra zi a lunii Narcisei”), apare primul exemplu modern al unei femei frumoase cu urechi de pisică. În 1936, conceptul de nekomusume a cunoscut o renaștere prin Kamishibai⁠(d). Primul anime despre fete-pisici, intitulat The King’s Tail, a fost realizat în 1949 de Mitsuyo Seo. În America, personajul Femeia Pisică din DC Comics a apărut pentru prima dată în 1940.
Fetele-pisici au devenit și mai populare odată cu seria manga din 1978, The Star of Cottonland, scrisă de Yumiko Ōshima. Până în anii '90, fetele-pisici erau deja comune în anime și manga. De atunci, ele au apărut în diverse serii la nivel global, iar o subcultură suficient de dezvoltată a permis organizarea unor convenții și evenimente tematice, precum Nekocon⁠(d).
Fetele-pisici sunt populare și în cadrul fandom-ului furry. În 2023, grupul de hackeri furry SiegedSec a încercat să șantajeze Laboratorul Național din Idaho pentru „crearea de fete-pisici reale”.

## Recepție

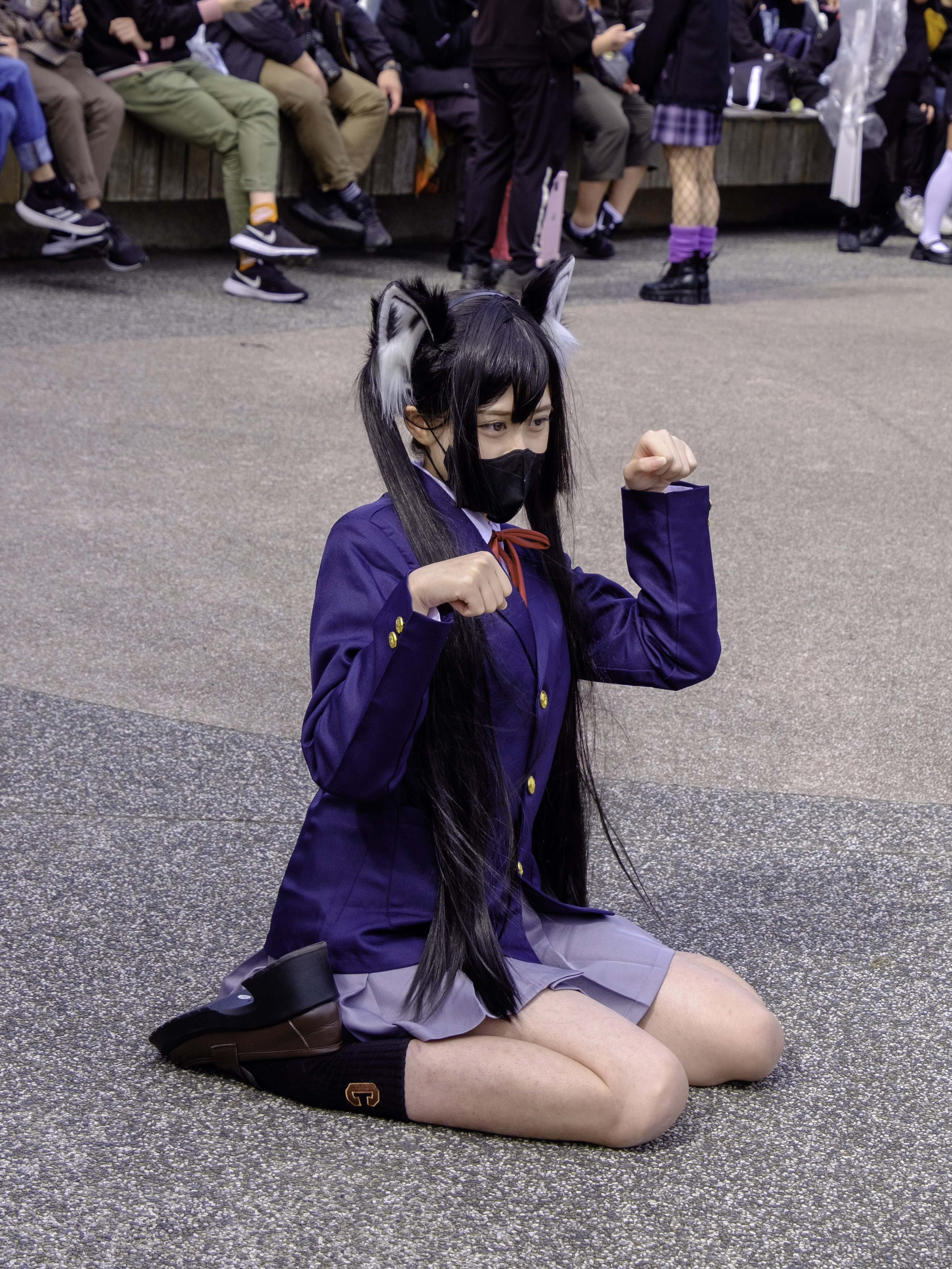
Un cosplayer îmbrăcat ca un personaj fată-pisică

Filosoful japonez Hiroki Azuma a afirmat că trăsăturile specifice fetelor-pisici, precum urechile de pisică și tiparele de vorbire felină, sunt exemple de elemente moe. Într-o analiză critică din 2010 a seriei manga Loveless, scriitoarea feministă T. A. Noonan a susținut că, în cultura japoneză, trăsăturile caracteristice ale fetelor-pisici servesc o fetișizare a inocenței juvenile.